# District de Qingpu (Huai'an)
Pour les articles homonymes, voir Qingpu.
Le district de Qingpu (清浦区 ; pinyin : Qīngpǔ Qū) est une subdivision administrative de la province du Jiangsu en Chine. Il est placé sous la juridiction de la ville-préfecture de Huai'an.